# Xã Speedwell, Quận Wells, Bắc Dakota
Xã Speedwell (tiếng Anh: Speedwell Township) là một xã thuộc quận Wells, tiểu bang Bắc Dakota, Hoa Kỳ. Năm 2010, dân số của xã này là 57 người.